# Shine on Brightly
Shine on Brightly – drugi album studyjny angielskiego zespołu rockowego Procol Harum, wydany w 1968 roku przez wytwórnie Regal Zonophone (Wielka Brytania) i A&M (Stany Zjednoczone).

## Lista utworów
Opracowano na podstawie materiału źródłowego.
Wydanie LP:
Strona A
| Nr | Tytuł utworu                 | Słowa      | Muzyka                       | Długość |
| -- | ---------------------------- | ---------- | ---------------------------- | ------- |
| 1. | „Quite Rightly So”           | Keith Reid | Gary Brooker, Matthew Fisher | 3:40    |
| 2. | „Shine on Brightly”          | Keith Reid | Gary Brooker                 | 3:32    |
| 3. | „Skip Softly (My Moonbeams)” | Keith Reid | Gary Brooker                 | 3:47    |
| 4. | „Wish Me Well”               | Keith Reid | Gary Brooker                 | 3:18    |
| 5. | „Rambling On”                | Keith Reid | Gary Brooker                 | 4:31    |
|    |                              |            |                              | 18:48   |

Strona B
| Nr | Tytuł utworu | Słowa      | Muzyka                       | Długość |
| -- | --- | ---------- | ---------------------------- | ------- |
| 1. | „Magdalene (My Regal Zonophone)” | Keith Reid | Gary Brooker                 | 2:50    |
| 2. | „In Held Twas in I - a) Glimpses of Nirvana - b) Twas Tea Time at the Circus - c) In the Autumn of My Madness - d) Look to Your Soul - e) Grand Finale” | Keith Reid | Gary Brooker, Matthew Fisher | 17:31   |
|    | |            |                              | 20:21   |

## Twórcy
Opracowano na podstawie materiału źródłowego.
Muzycy:
- Gary Brooker – śpiew, fortepian
- Matthew Fisher – organy
- Robin Trower – gitara
- David Knights – gitara basowa
- B.J. Wilson – perkusja
- Keith Reid – teksty

Produkcja:
- Denny Cordell – produkcja muzyczna
- Tony Visconti – produkcja muzyczna (asystent producenta)
- George Underwood, Howard Parker – projekt oprawy graficznej
- Guy Webster – fotografie